# Calliscelio
Calliscelio is een geslacht van vliesvleugelige insecten van de familie Scelionidae.

## Soorten
- C. lugens (Kieffer, 1910)
- C. mediterraneus (Kieffer, 1910)
- C. ruficollis Kozlov & Kononova, 1985